# Calosoma chlorostictum
Calosoma chlorostictum es una especie de escarabajo del género Calosoma, familia Carabidae. Fue descrita científicamente por Dejean en 1831.
Este escarabajo mide alrededor de 19 a 27 mm de largo, es negro con filas de puntos rojos o dorados en sus élitros. Se puede encontrar en campos y hábitats alterados. Las larvas y los adultos se aprovechan de las orugas de la polilla.
Esta especie se encuentra en Egipto, Israel, Irak, Arabia Saudita, Yemen, Irán, Socotra, Sudán, Eritrea, Yibuti, Somalia, República Democrática del Congo, Kenia, Tanzania, Mozambique, Zimbabue, Botsuana, Namibia, República Sudafricana e isla Santa Elena.